# Diplosara
Diplosara é um gênero de traça pertencente à família Agonoxenidae.